# Е Цзяньин
Е Цзяньи́н (кит. трад. 葉劍英, упр. 叶剑英, пиньинь Yè Jiànyīng; при рождении Е Ивэй (кит. трад. 葉宜偉, упр. 叶宜伟, пиньинь Yè Yíwěi); 28 апреля 1897, Цзяинская непосредственно управляемая область, Гуандун — 22 октября 1986, Пекин) — китайский политический деятель, маршал КНР (1955), председатель Постоянного комитета Всекитайского собрания народных представителей в 1978—1983 годах. Член ЦК КПК 7-8-го созывов, член Политбюро ЦК КПК 9-го созыва, член Посткома Политбюро 10с III Пленума ЦК (июль 1977)—12до сент. 1985 созывов, зампред КПК 10-11 созывов. Заместитель председателя ЦВС Китая с 1967 года. Депутат ВСНП (1954—1983).

## Биография
Родился в Цзяинской непосредственно управляемой области провинции Гуандун в богатой семье купца народности хакка. Ранние годы провёл в Сингапуре и Ханое.
В 1919 году окончил Юньнаньскую военную академию и вступил в Гоминьдан. Преподавал в Военной академии Вампу. В 1927 году вступил в КПК.
В 1927 году участвовал в Наньчанском восстании и вместе с двумя другими лидерами восстания Чжоу Эньлаем и Е Тином был вынужден бежать в Гонконг. В этом же году Е принял участие в Гуанчжоусском восстании, хотя и был против его организации и после поражения восстания был вынужден снова бежать в Гонконг. В провале восстания обвинили Е Тина. Е Цзяньин избежал всех обвинений и в 1928 году был направлен в Москву, где изучал военное дело, учился в Коммунистическом университете трудящихся Китая имени Сунь Ятсена.
В 1930 году он вернулся в Китай. Служил в штабе 4-й армии Чжана Готао. Во время «Великого похода» после соединения войск Чжана Готао с колонной, возглавляемой Мао Цзэдуном, между ними возник конфликт при обсуждении плана дальнейших действий. Чжан Готао настаивал повести войска на юг и основать базу в районах, населённых тибетцами и народностью цян. Чжан потерял в этом походе три четверти своих сил и вернулся в Яньань. Позже Е начал симпатизировать Мао и переметнулся на его сторону, ушёл из лагеря Чжана, захватив с собой все книги с кодами и карты, в результате чего последний потерял связь с Коминтерном. Мао установил связь с Коминтерном, и вскоре захватил лидерство в КПК. Мао никогда не забывал заслуг Е и говорил: «Е Цзяньин спас партию, армию и революцию».
Е Цзяньин возглавлял красноармейскую школу.
В годы японо-китайской войны 1937—1945 годах Е работал представителем ЦК КПК в Чунцине при гоминьдановском правительстве Чан Кайши.

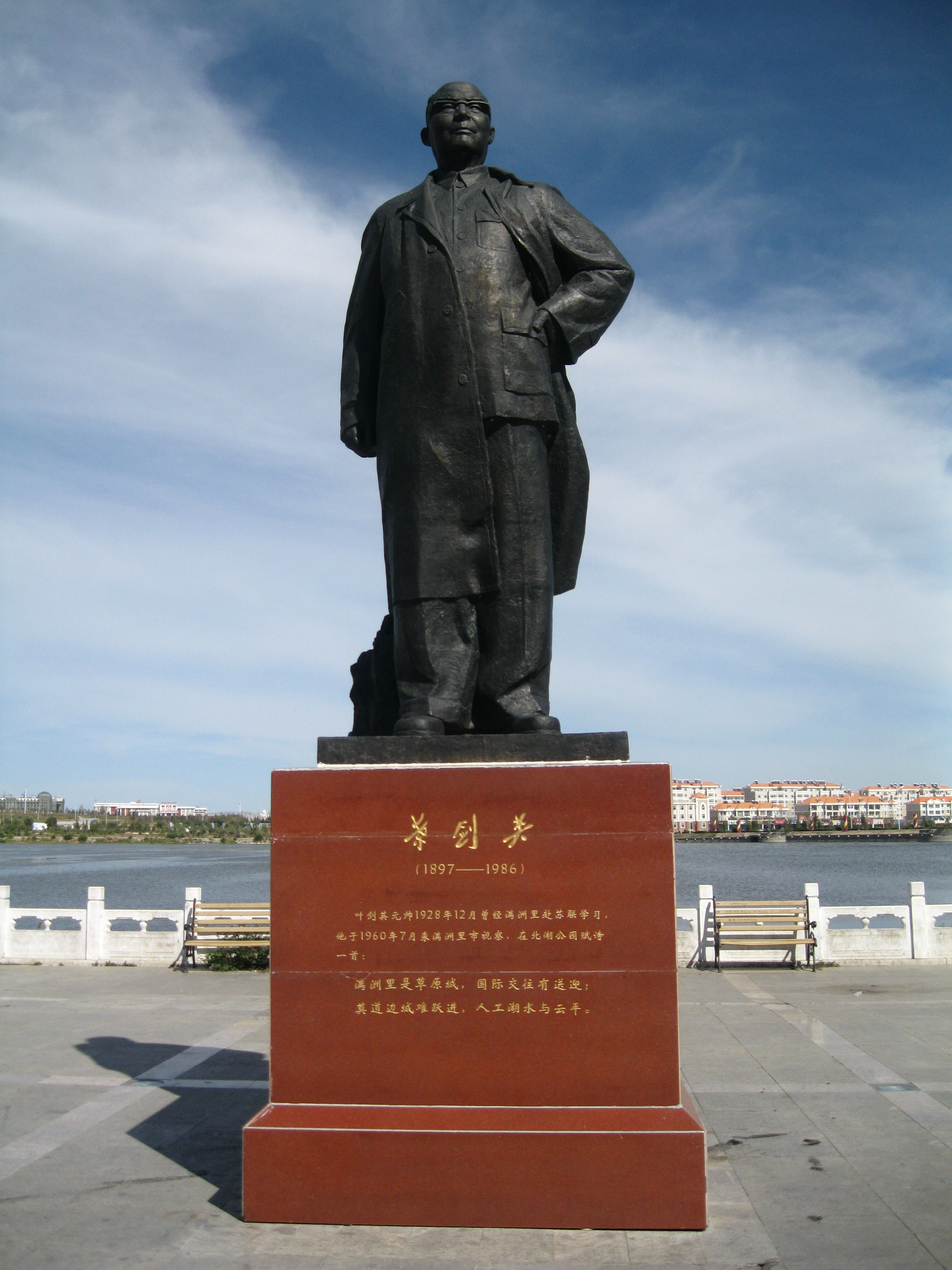
Памятник Е Цзяньину в Маньчжурии

В 1948—1949 годах первый мэр Пекина Нового Китая. В эти же годы выполнил задание Мао Цзэдуна по созданию Военно-политического университета НОАК на севере Китая.
С ноября 1948 года губернатор провинции Гуандун (по сентябрь 1953 года), после образования КНР в 1949—1955 годах глава парткома провинции и до декабря 1952 года мэр её столицы Гуанчжоу. Е понимал, что экономическая ситуация в Гуандуне отличается от остальной части страны и поэтому выступал против жёсткого варианта земельной реформы. Генеральная линия Центрального правительства требовала более жёстких преобразований. Вскоре все посты в провинциальном правительстве заняли ставленники Линь Бяо.
Карьера Е пошла вниз, однако Мао не забыл его заслуг во время «Великого похода» и сместил его только с политических постов, оставив военные. В 1954—1976 годах он зампред Нацсовета обороны. С введением воинских званий в НОАК ему было присвоено звание маршала (27.09.1955) в числе первых десяти маршалов КНР. В 1958—1972 годах президент Академии военных наук НОАК.
Используя своё армейское влияние, Е защищал и поддерживал реформистов, таких, как Чжао Цзыян, предотвратил попытку убийства Дэн Сяопина во время «Культурной революции».
В 1973—1982 годах один из зампредов КПК (10-11 созывов), в 11 созыве (с 1977 года) — первый по перечислению.
В 1975—1978 годах министр обороны КНР. После смерти Мао участвовал в свержении «Банды четырёх». Был одним из инициаторов возвращения Дэн Сяопина на руководящие посты.
В 1978—1983 годах — председатель Постоянного комитета ВСНП (в те годы пост формального главы государства). Оставил пост заместителя председателя КПК после упразднения этого поста в 1982 году. В 1985 году вышел из состава Политбюро, и с того же года на пенсии.
Умер в возрасте 89 лет. Был женат на Цзэн Сяньчжи, которая умерла в том же, 1986 году. На его дочери женился Цзоу Цзяхуа.